# Lauro Péricles Gonçalves
Lauro Péricles Gonçalves (Monte Santo de Minas, 18 de junho de 1935 – Campinas, 16 de fevereiro de 2025) foi um político brasileiro. 

## Carreira
Foi prefeito de Campinas, cidade do interior do Estado de São Paulo, de 1973 a 1977, pelo MDB. No final de seu mandato, deixou o partido para filiar-se à ARENA.
Durante sua administração, foi construído o viaduto São Paulo, no entroncamento das avenidas José de Souza Campos e Moraes Sales, duas importantes vias de Campinas. O viaduto recebeu o apelido de Laurão pelo jornalista Romeu Santini, do extinto Diário do Povo. O Observatório de Capricórnio foi também construído durante a gestão de Lauro Péricles, ele mesmo astrônomo amador. Em sua gestão foi finalizada a obra do Centro de Convivência Cultural "Carlos Gomes". Foi ainda responsável pela introdução de uma das principais marcas urbanas de Campinas: as calçadas de pedestres em mosaico português representando o voo da ave-símbolo da cidade, a andorinha.
Candidatou-se novamente a prefeito de Campinas em 1982, obtendo 19,47% dos votos, sendo derrotado por ampla margem por José Roberto Magalhães Teixeira (44,65% dos votos). Posteriormente, tentou eleger-se vereador por Campinas e senador por São Paulo, também sem sucesso. Após uma passagem pelo PTB, filiou-se ao PMDB.
Imortal, pertenceu à ACL Academia Campinense de Letras, da qual seu prédio atual foi erguido pela prefeitura municipal de Campinas em sua gestão, e doado à instituição.
Advogado e professor de português, exerceu outros cargos de relevância no governo do Estado de São Paulo, tendo presidido autarquias e empresas estatais, como a Sabesp e CPFL.
Entre 2008 e 2012, Lauro Péricles participou da administração do então prefeito Hélio de Oliveira Santos como presidente da Sociedade de Abastecimento de Água e Saneamento (SANASA), empresa municipal responsável pelo abastecimento de água e pela coleta e tratamento de esgoto em Campinas.

## Morte
Lauro Péricles Gonçalves morreu em 16 de fevereiro de 2025, aos 89 anos de idade em sua casa. Nos últimos anos de sua vida, lutou contra um câncer. Foi enterrado no Cemitério da Saudade.